# Saurita biradiata
Saurita biradiata là một loài bướm đêm thuộc phân họ Arctiinae. Loài này được Felder mô tả năm 1869. Loài này có trong rừng mưa Amazon.